# Annette Hess
Annette Hess, född 18 januari 1967 i Hannover, är en tysk manusförfattare. Hon har skrivit manus till flera stora tv-succéserier som blivit internationellt uppmärksammade och visats i många länder såsom Weissensee, Ku'damm samt Vi barn från Bahnhof Zoo som visas på Prime Video samt i Sverige på Viaplay.    Vidare har hon skrivit filmmanuskript till filmerna Love in Thoughts och The Woman of Checkpoint Charlie. Hon har även skrivit boken Tyska huset.

## Tv-serier/filmer (urval)
- 2004: Love in Thoughts
- 2007: The Woman of Checkpoint Charlie
- 2010: Weissensee Säsong 1
- 2013: Weissensee Säsong 2
- 2014: Weissensee Säsong 3
- 2016: Ku'damm Säsong 1 (1956)
- 2018: Ku'damm Säsong 2 (1959)
- 2021: Vi barn från Bahnhof Zoo
- 2021: Ku'damm Säsong 3 (1963)
- 2023: Tyska huset